# Zadní Chlum
Zadní Chlum je malá rozptýlená vesnice, část obce Klučenice v okrese Příbram ve Středočeském kraji. Nachází se asi čtyři kilometry východně od Klučenic. Je zde evidováno 24 adres. V roce 2011 zde trvale žilo 38 obyvatel.
Pod Zadní Chlum jako část obce a katastrální území spadají samoty Onen Svět (5 domů), Sychrov (3), Peckov (2), Jezvina (2), Černov (2) a Skálov (1 dům)
Zadní Chlum je také název katastrálního území o rozloze 2,61 km².

## Historie
První písemná zmínka o vesnici pochází z roku 1603.
V 18. století byl Zadní Chlum, stejně jako Přední Chlum, připojen k statku v Zahrádce. Děti z Chlumu byly od nejstarších dob přiškoleny do Klučenic, od roku 1879 docházely na vyučování do Lašovic. Zadní Chlum náležel ke klučenické farnosti. V roce 1785 bylo ve vsi evidováno 18 popisných čísel.

## Obyvatelstvo
| Rok            | 1869 | 1880 | 1890 | 1900 | 1910 | 1921 | 1930 | 1950 | 1961 | 1970 | 1980 | 1991 | 2001 | 2011 | 2021 |
| -------------- | ---- | ---- | ---- | ---- | ---- | ---- | ---- | ---- | ---- | ---- | ---- | ---- | ---- | ---- | ---- |
| Počet obyvatel | 265  | 237  | 178  | 177  | 155  | 197  | 128  | 128  | 74   | 85   | 46   | 32   | 26   | 38   | 31   |
| Počet domů     | 34   | 34   | 27   | 25   | 25   | 24   | 24   | 32   | 32   | 22   | 16   | 22   | 21   | 21   | 21   |

## Obecní správa
Při sčítání lidu v letech 1850–1975 Zadní Chlum byl osadou obce Kosobudy, se kterým patřil nejprve do okresu Sedlčany, ale v roce 1950 v okrese Milevsko a od roku 1960 v okrese Příbram. Od 1. ledna 1976 je částí obce Klučenice v okrese Příbram.

## Galerie

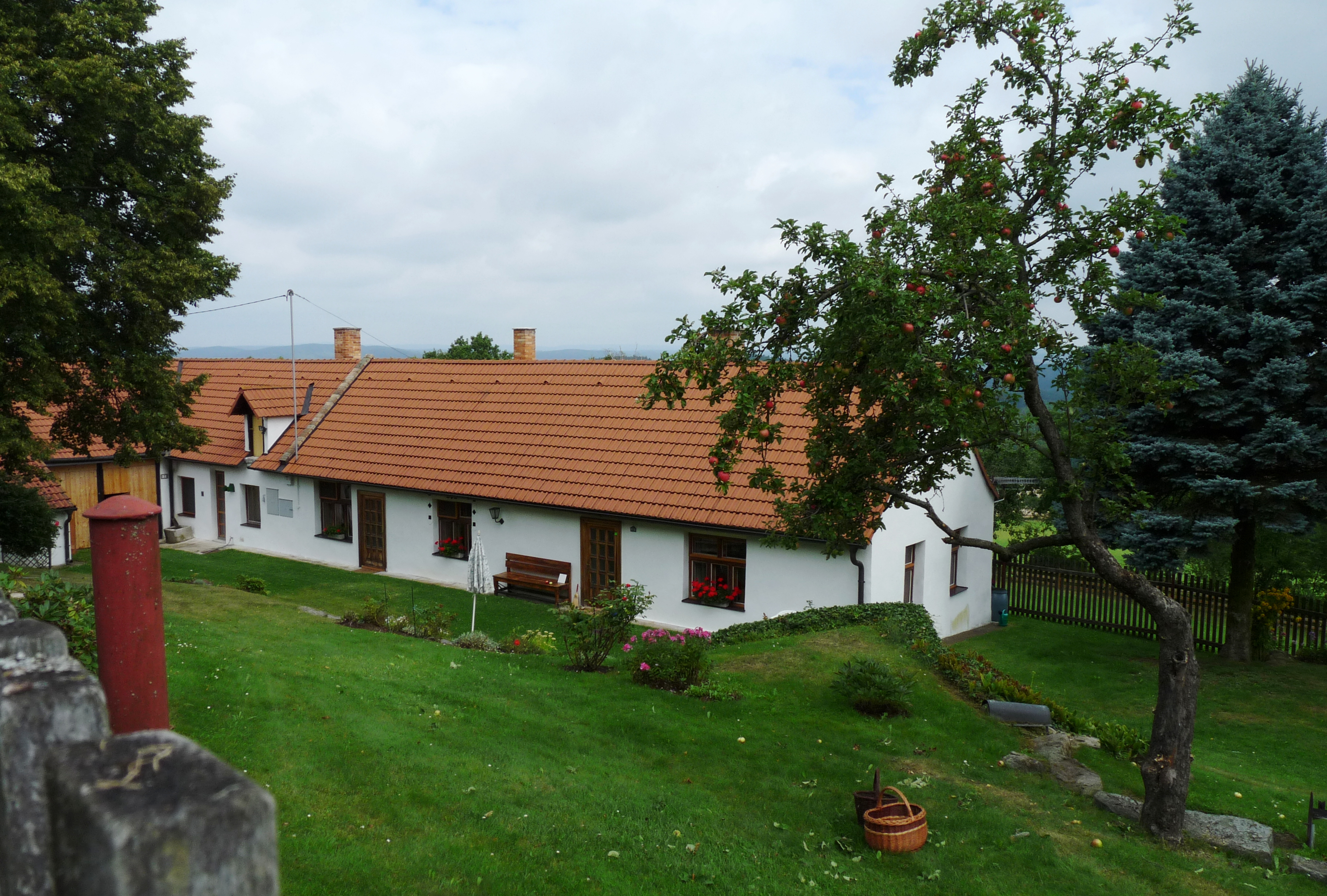
Dům čp. 20 v části Onen Svět
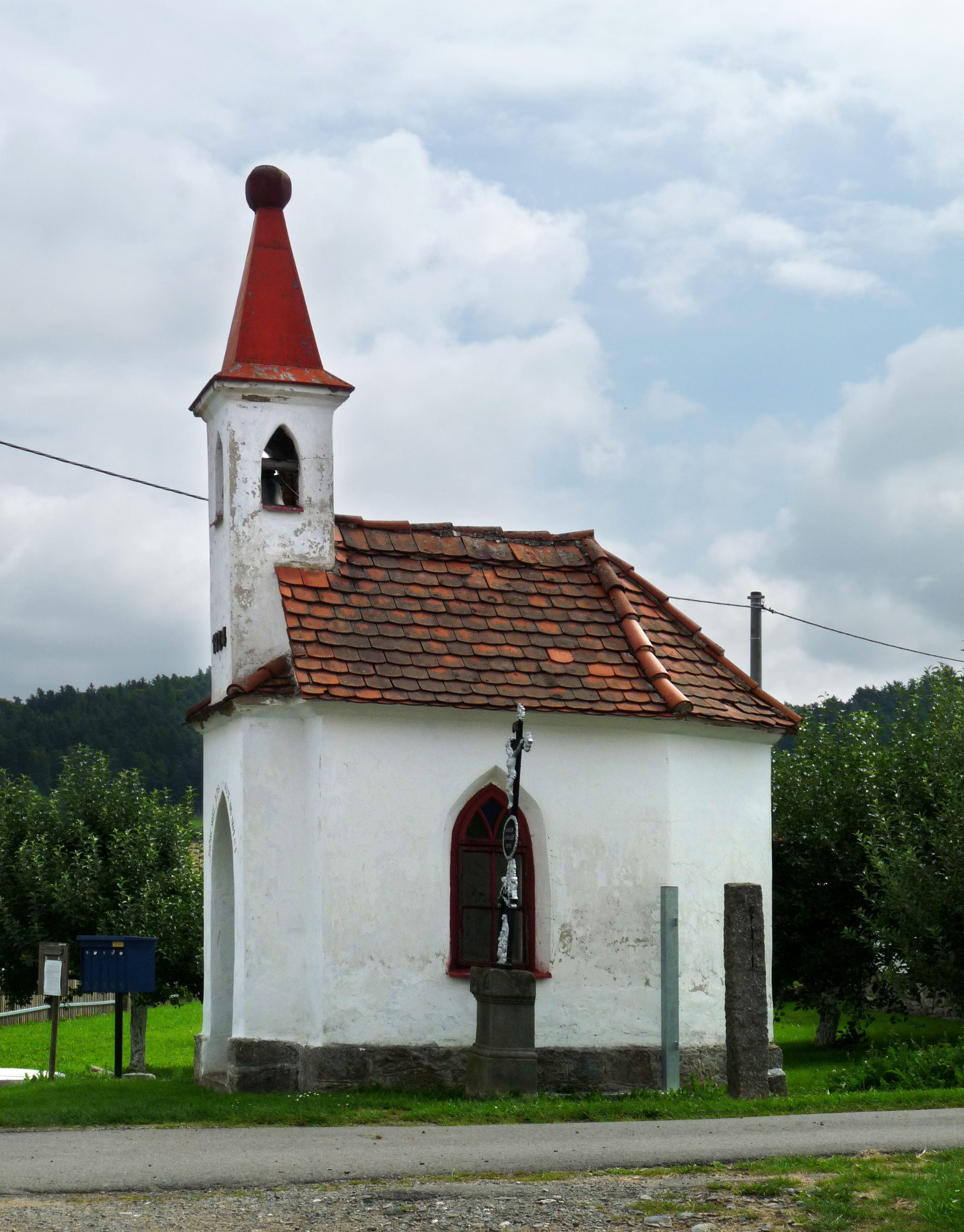
Kaple v Zadním Chlumu
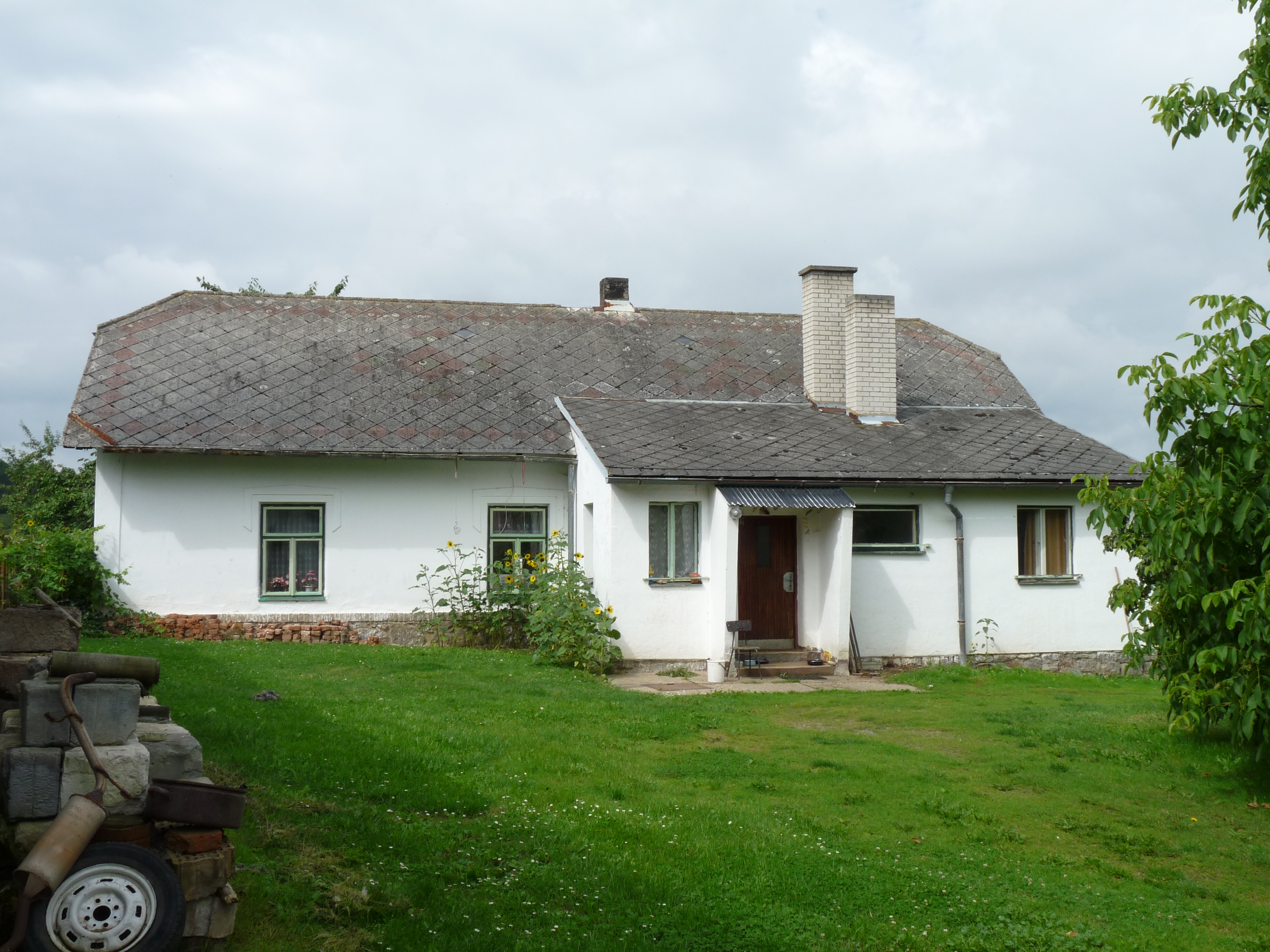
Dům čp. 35
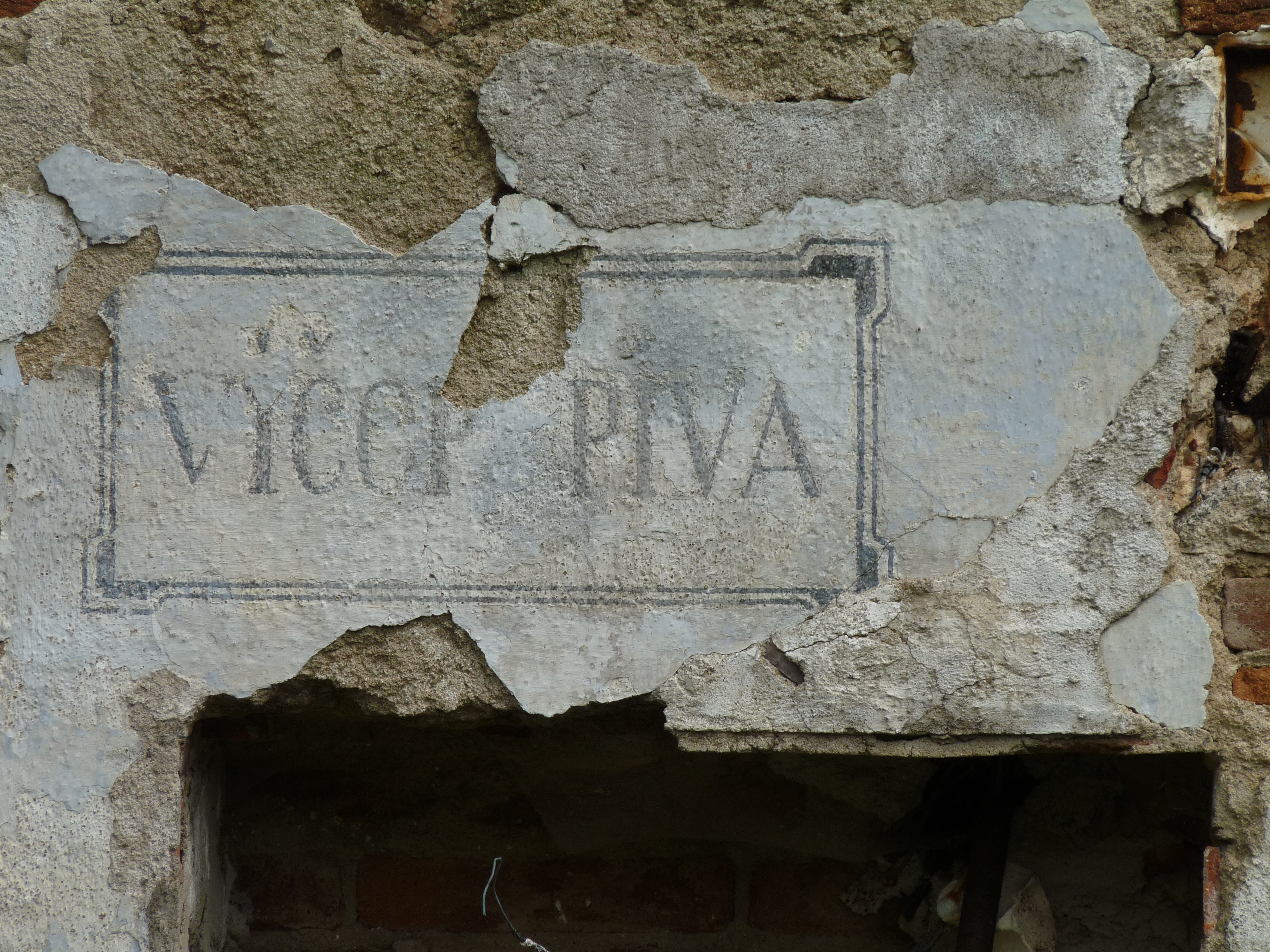
Bývalá hospoda s nápisem Výčep piva